# Nokoreach
"Nokor Reach" (" Reino Majestoso") é o hino nacional do Camboja. Com letra de Chuon Nat, foi adoptado em 1941 e confirmado em 1947. Contudo foi só em 1976 que vigorou, quando o Khmer Vermelho se retirou.